# Ignacio Sarabia
Ignacio Sarabia Díaz (Mexico-Stad, 15 juli 1983) is een Mexicaans voormalig baan- en wegwielrenner.

## Baanwielrennen

### Palmares
| Jaar | MK                                               | P-AK | WK | Overig                                                                       |
| ---- | ------------------------------------------------ | ---- | -- | ---------------------------------------------------------------------------- |
| 2002 |                                                  |      |    | Centraal-Amerikaanse en Caraïbische Spelen: Ploegenachtervolging             |
| 2010 |                                                  |      |    | Centraal-Amerikaanse en Caraïbische Spelen: Ploegkoers, Ploegenachtervolging |
| 2014 | Ploegenachtervolging, Puntenkoers, Achtervolging |      |    | Centraal-Amerikaanse en Caraïbische Spelen: Ploegenachtervolging, Omnium     |
| 2017 | Ploegenachtervolging, Puntenkoers, Ploegkoers    |      |    |                                                                              |
| 2018 |                                                  |      |    |                                                                              |
| 2019 | Puntenkoers, Ploegkoers                          |      |    |                                                                              |

## Wegwielrennen

### Overwinningen
2009
 Mexicaans kampioen tijdrijden, Elite
2010
3e en 6e etappe Ronde van Mexico
2013
 Pan-Amerikaans kampioenschap op de weg, elite
2014
 Mexicaans kampioen op de weg, Elite
2e etappe Ronde van Mexico
2018
8e etappe deel A Ronde van Guadeloupe

## Ploegen
- 2006 –  Spiuk-Extremadura
- 2007 –  Extremadura-Spiuk
- 2008 –  Extremadura
- 2009 –  Tecos de la Universidad Autónoma de Guadalajara
- 2011 –  Movistar Team
- 2012 –  Movistar Team
- 2015 –  Inteja-MMR Dominican Cycling Team (vanaf 25-5)
- 2016 –  Inteja-MMR Dominican Cycling Team
- 2017 –  Inteja Dominican Cycling Team
- 2018 –  Inteja Dominican Cycling Team
- 2020 –  Crisa-SEEI Pro Cycling Team

Alzate · 
Chadwick · 
Macías ·
Magallanes ·
Mancebo ·
Peña ·
Sarabia ·
Sevilla
Ayuso · Calderón · Cruz · Cueto · Guzmán · López · Menéndez · Milán · Nuñez · Nuño · Pedrero · Reyes · Sarabia · Sarmiento · Sobrino · Tejada
Aguirre · Cueto · Elorza · Guzmán · Mancebo · Marte · Milán · Núñez · Rubio · Sarabia · Torres